# Station Suderburg
Station Suderburg (Bahnhof Suderburg) is een spoorwegstation in de Duitse plaats Suderburg in de deelstaat Nedersaksen. Het station ligt aan de spoorlijn Lehrte - Cuxhaven.

## Indeling
Het station heeft twee zijperrons, welke voorzien is van een abri. De perrons liggen aan de sporen 1 en 3, spoor 2 is een doorgaande spoor. Op de spoorlijn geldt een baanvaksnelheid van 200 km/h, daardoor is uit oogpunt van de veiligheid een deel van het perron (alleen spoor 1) afgestreept. Onder de sporen loopt een voetgangerstunnel, die de straten Alte Ladestraße en de Bahnhofstraße verbindt. Aan de oostzijde van het station is er een parkeerterrein en een fietsenstalling. Tevens is hier ook een bushalte te vinden.

## Verbindingen
Het station wordt bediend door treinen van metronom. De volgende treinserie doet het station Suderburg aan:
| Serie | Treinsoort                  | Route | Bijzonderheden |
| ----- | --------------------------- | --- | -------------- |
| RE 2  | Regional-Express (metronom) | Uelzen – Suderburg – Celle – Hannover Hbf – Nordstemmen – Elze (Han) – Alfeld (Leine) – Kreiensen – Northeim (Han) – Göttingen |                |

Hamburg-Harburg ·
Meckelfeld ·
Maschen · 
Stelle ·
Ashausen ·
Winsen (Luhe) ·
Radbruch ·
Bardowick ·
Bardowick ·
Lüneburg ·
Bienenbüttel ·
Bad Bevensen ·
Emmendorf ·
Uelzen ·
Suderburg ·
Unterlüß ·
Eschede ·
Celle ·
Ehlershausen ·
Otze ·
Burgdorf (Han) ·
Aligse ·
Lehrte ·